# 丁贵明
丁贵明（1940年—），男，中华人民共和国政治人物，曾任中国石油总经理助理兼大庆石油管理局局长，国有重点大型企业监事会主席。